# 린저시

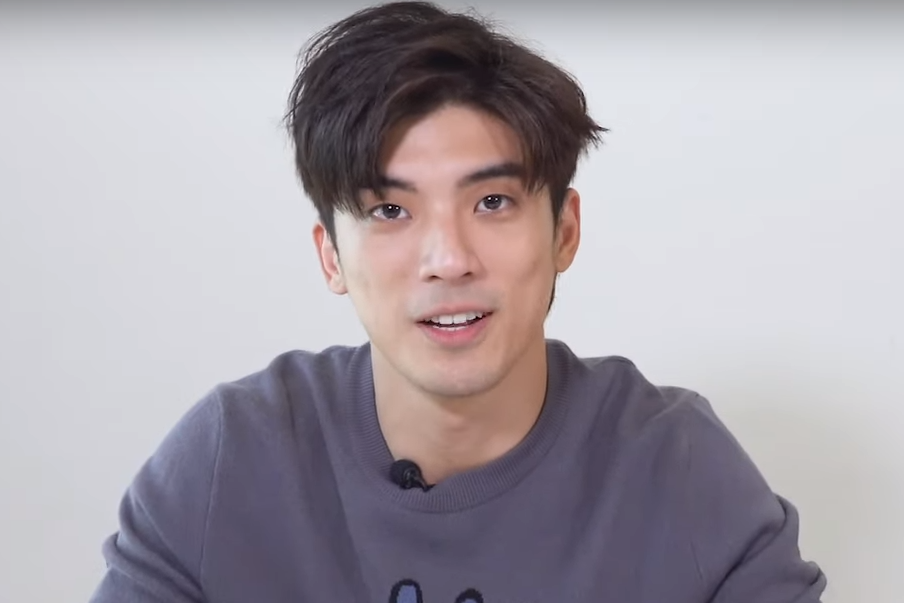

린저시(중국어 정체자: 林哲熹, 병음: Lín Zhéxī, 한자음: 임철희, JC Lin, 1991년 12월 16일 ~ )는 대만의 배우이다. 본명은 린청시(林呈熹)이다.

## 방송
- 우리와 악의 거리
- 지옥이장

## 영화
- 광도
- 여귀교